# Strykowo
Strykowo is een dorp in de Poolse woiwodschap Groot-Polen. De plaats maakt deel uit van de gemeente Stęszew en telt ca. 1100 inwoners.